# Marcos Siebert
Marcos Siebert (Mar del Plata, 16 de marzo de 1996) es un piloto de automovilismo argentino.
En 2016 se coronó campeón del Campeonato de Italia de Fórmula 4 junto al equipo Jenzer Motorsport, venciendo a Mick Schumacher, hijo del 7 veces campeón mundial de Fórmula 1 Michael Schumacher. En 2017 fue piloto de Campos Racing en GP3 Series, donde finalizó 16.°.
En 2023, luego de varias temporadas inactivo, ganó el campeonato de LMP3 de la European Le Mans Series junto a Alex García y Adrien Chila, en Cool Racing.
En paralelo a su trayectoria como piloto, Siebert trabaja de coach de otros pilotos.

## Resumen de carrera
| Temporada | Categoría                                         | Equipo                          | Carreras     | Victorias    | Poles        | VR           | Podios       | Puntos       | Pos.         |
| --------- | ------------------------------------------------- | ------------------------------- | ------------ | ------------ | ------------ | ------------ | ------------ | ------------ | ------------ |
| 2011      | Fórmula Metropolitana                             | Re Competición                  | 0            | 0            | 0            | 0            | 0            | 0            | NC           |
| 2012      | Fórmula Metropolitana                             | Scuderia Ramini                 | 4            | 0            | 1            | 0            | 2            | 37           | 12.º         |
| 2013      | Fórmula Renault 2.0 Alpes                         | Jenzer Motorsport               | 2            | 0            | 0            | 0            | 0            | 10           | 24.º         |
| 2013      | Eurocopa de Fórmula Renault 2.0                   | Jenzer Motorsport               | 12           | 0            | 0            | 0            | 0            | 10           | 24.º         |
| 2015      | GT4 European Series                               | Sofia Car Motorsport            | 2            | 0            | 0            | 1            | 1            | 33           | 13.º         |
| 2015      | Campeonato de Italia de Fórmula 4                 | Jenzer Motorsport               | 20           | 2            | 0            | 2            | 4            | 112          | 5.º          |
| 2016      | Campeonato de Italia de Fórmula 4                 | Jenzer Motorsport               | 23           | 4            | 4            | 1            | 9            | 231          | 1.º          |
| 2017      | GP3 Series                                        | Campos Racing                   | 16           | 0            | 0            | 0            | 0            | 14           | 16.º         |
| 2018      | Eurofórmula Open                                  | Campos Racing                   | 16           | 1            | 1            | 2            | 7            | 195          | 3.º          |
| 2018      | Campeonato de España de Fórmula 3                 | Campos Racing                   | 6            | 1            | 0            | 0            | 4            | 0            | NC†          |
| 2019      | Campeonato de Fórmula Regional Europea            | US Racing                       | 13           | 0            | 0            | 1            | 1            | 70           | 8.º          |
| 2022      | European Le Mans Series - LMP3                    | EuroInternational               | 1            | 0            | 0            | 0            | 0            | 0            | 24.º         |
| 2023      | Asian Le Mans Series - LMP3                       | Cool Racing                     | 4            | 0            | 0            | 0            | 1            | 26           | 8.º          |
| 2023      | European Le Mans Series - LMP3                    | Cool Racing                     | 6            | 3            | 1            | 5            | 5            | 121          | 1.º          |
| 2023      | International GT Open                             | Team Motopark                   | 9            | 1            | 0            | 0            | 7            | 97           | 5.º          |
| 2024      | International GT Open                             | Team Motopark                   | 14           | 0            | 1            | 1            | 5            | 81           | 8.º          |
| 2024      | European Le Mans Series - LMP2                    | IDEC Sport                      | 2            | 0            | 0            | 0            | 1            | 25           | 12.º         |
| 2025      | GT World Challenge Europe Sprint Cup              | AF Corse - Francorchamps Motors | Disputándose | Disputándose | Disputándose | Disputándose | Disputándose | Disputándose | Disputándose |
| 2025      | GT World Challenge Europe Sprint Cup - Silver Cup | AF Corse - Francorchamps Motors | Disputándose | Disputándose | Disputándose | Disputándose | Disputándose | Disputándose | Disputándose |
| 2025      | GT World Challenge Europe Endurance Cup           | AF Corse - Francorchamps Motors | Disputándose | Disputándose | Disputándose | Disputándose | Disputándose | Disputándose | Disputándose |
| Fuente:   |                                                   |                                 |              |              |              |              |              |              |              |

## Resultados

### GP3 Series
(Clave) (negrita indica pole position) (cursiva indica vuelta rápida puntuable)

| Año  | Escudería     | 1   | 1   | 2   | 2   | 3   | 3   | 4   | 4   | 5   | 5   | 6   | 6   | 7   | 7   | 8   | 8   | Pos. | Puntos | Ref.  |
| ---- | ------------- | --- | --- | --- | --- | --- | --- | --- | --- | --- | --- | --- | --- | --- | --- | --- | --- | ---- | ------ | ----- |
| 2017 | Campos Racing | BAR | BAR | SPI | SPI | SIL | SIL | BUD | BUD | SPA | SPA | MNZ | MNZ | JER | JER | YMC | YMC | 16.º | 14     | [ 6 ] |
| 2017 | Campos Racing | 10  | 16  | 12  | 10  | 12  | 10  | 11  | 9   | Ret | Ret | 4   | C   | 18  | 17  | Ret | Ret | 16.º | 14     | [ 6 ] |

### European Le Mans Series
(Clave) (negrita indica pole position) (cursiva indica vuelta rápida)

| Año  | Escudería         | Clase | Automóvil             | 1   | 2   | 3   | 4   | 5   | 6   | Pos. | Puntos | Ref.  |
| ---- | ----------------- | ----- | --------------------- | --- | --- | --- | --- | --- | --- | ---- | ------ | ----- |
| 2022 | EuroInternational | LMP3  | Ligier JS P320-Nissan | LEC | IMO | MNZ | BAR | SPA | POR | 27.º | 0      | [ 7 ] |
| 2022 | EuroInternational | LMP3  | Ligier JS P320-Nissan | Ret | WD  |     |     |     |     | 27.º | 0      | [ 7 ] |
| 2023 | Cool Racing       | LMP3  | Ligier JS P320-Nissan | BAR | LEC | ARA | SPA | POR | POR | 1.º  | 121    | [ 8 ] |
| 2023 | Cool Racing       | LMP3  | Ligier JS P320-Nissan | 1   | 3   | 1   | 1   | 4   | 2   | 1.º  | 121    | [ 8 ] |

### Asian Le Mans Series
(Clave) (negrita indica pole position) (cursiva indica vuelta rápida)

| Año  | Escudería   | Clase | Automóvil             | 1   | 2   | 3   | 4   | Pos. | Puntos | Ref.  |
| ---- | ----------- | ----- | --------------------- | --- | --- | --- | --- | ---- | ------ | ----- |
| 2023 | Cool Racing | LMP3  | Ligier JS P320-Nissan | DUB | DUB | YMC | YMC | 8.º  | 26     | [ 9 ] |
| 2023 | Cool Racing | LMP3  | Ligier JS P320-Nissan | 14  | Ret | 6   | 2   | 8.º  | 26     | [ 9 ] |